# Phonycord
Phonycord GmbH var ett Berlinbaserat tyskt skivbolag, verksamt mellan 1928 och 1931 eller 1932.
Bolaget var förutom i Tyskland även aktivt i England mellan december 1930 och april 1931 samt i Sverige under sommaren och hösten 1930. Själva grammofonskivan var gjord i plast och mycket tunn och var inspelad på båda sidor. Pressningen utfördes av Artiphon, dels utifrån dess egna natriser, dels utifrån importerade matriser från amerikanska Banner och Grey Gull samt från Storbritannien.